# Аниховка (станция)
Аниховка — упразднённая станция в Адамовском районе Оренбургской области России. На момент упразднения входила в состав сельского поселения Аниховский сельсовет. Исключена из учётных данных в 1997 году.

## География
Располагалась у одноимённой железнодорожной станции узкоколейной железной дороги «Шильда — Совхоз Озёрный», на расстоянии примерно 2 километра (по прямой) к югу от села Аниховка.

## История
По всей видимости возникла в 1956 году в связи со строительством железнодорожной станции. К 1992 году узкоколейка прекратила свое существование.